# Gullinkambi
Gullinkambi, (Gullinkambe, jelentése ”aranytaraj”) egy kakas, amelyik az Yggdrasil világfa tetején ül, és kukorékolásával ébreszti minden reggel az Einherjarokat a Valhallában. A Ragnarököt három kakas egyidőbeni kukorékolása jelzi. Gullinkambi a Valhallában, Fjalar (tűzpiros kakas) az óriások földjén (Jotunheim) és egy sötétpiros (nem megnevezett) kakas az alvilágban (Hel). 
Ekként ír róla a Edda:
| Ült a sír halmán, hárfa húrját verve az óriásnőt őrző víg Eggdér. Feje fölött, bitófák erdejében vad, vörös kakas< kiabált, Fjalar. | Az ázokra kárált Aranytaraj, ő keltegeti, a Hadúrhoz küldi a hősöket. Rikoltoz még egy, a föld rögei közt, feketés-vörös kakas Hél hodályain. |

## Fordítás
- Ez a szócikk részben vagy egészben  a   Gullinkambe című svéd Wikipédia-szócikk fordításán alapul.  Az eredeti cikk szerkesztőit annak laptörténete sorolja fel. Ez a jelzés csupán a megfogalmazás eredetét és a szerzői jogokat jelzi, nem szolgál a cikkben szereplő információk forrásmegjelöléseként.
- Ez a szócikk részben vagy egészben  a   Gullinkambi című angol Wikipédia-szócikk fordításán alapul.  Az eredeti cikk szerkesztőit annak laptörténete sorolja fel. Ez a jelzés csupán a megfogalmazás eredetét és a szerzői jogokat jelzi, nem szolgál a cikkben szereplő információk forrásmegjelöléseként.